# 陳浚豪
陳浚豪（英語：Chen Chun-Hao；1971年—），台灣當代藝術家。

## 生平
1971年出生於臺灣南投縣，1996年畢業於國立藝術學院美術系，並於1998年取得台南藝術大學造型藝術研究所碩士學位；2002年6月至9月間受邀至美國舊金山赫德蘭藝術中心駐村。目前居住在台灣臺北。

## 個展
- 台北市立美術館「個展 — 潛在氛圍」（2001）
- 20 號倉庫「個展 — 潛在氛圍Ⅱ」（2002）
- 華山藝文特區「瀉銀個展」（2002）
- 台東鐵道藝術村「花花帳個展」（2006）
- VT 非常廟藝文空間「迷宮個展」（2007）
- VT 非常廟藝文空間「陳浚豪個展 — 之乎者也」（2010）
- 台北耿畫廊「蚊釘山水」（2011）
- 台北耿畫廊「還我河山」（2014）
- 台北耿畫廊「天圓．地方．非人間」（2017）
- 台北耿畫廊「仙路迢迢」（2020）

## 外部連結
- 陳浚豪創蚊釘山水-臨摹古畫黑光閃爍 （页面存档备份，存于）
- 陳浚豪，創作就是找我的過程| FLiPER - 生活藝文誌 （页面存档备份，存于）